# Anna Klicperová (1814–1900)
Možná hledáte Anna Klicperová (rozená Švamberková), první žena Václava Klimenta Klicpery

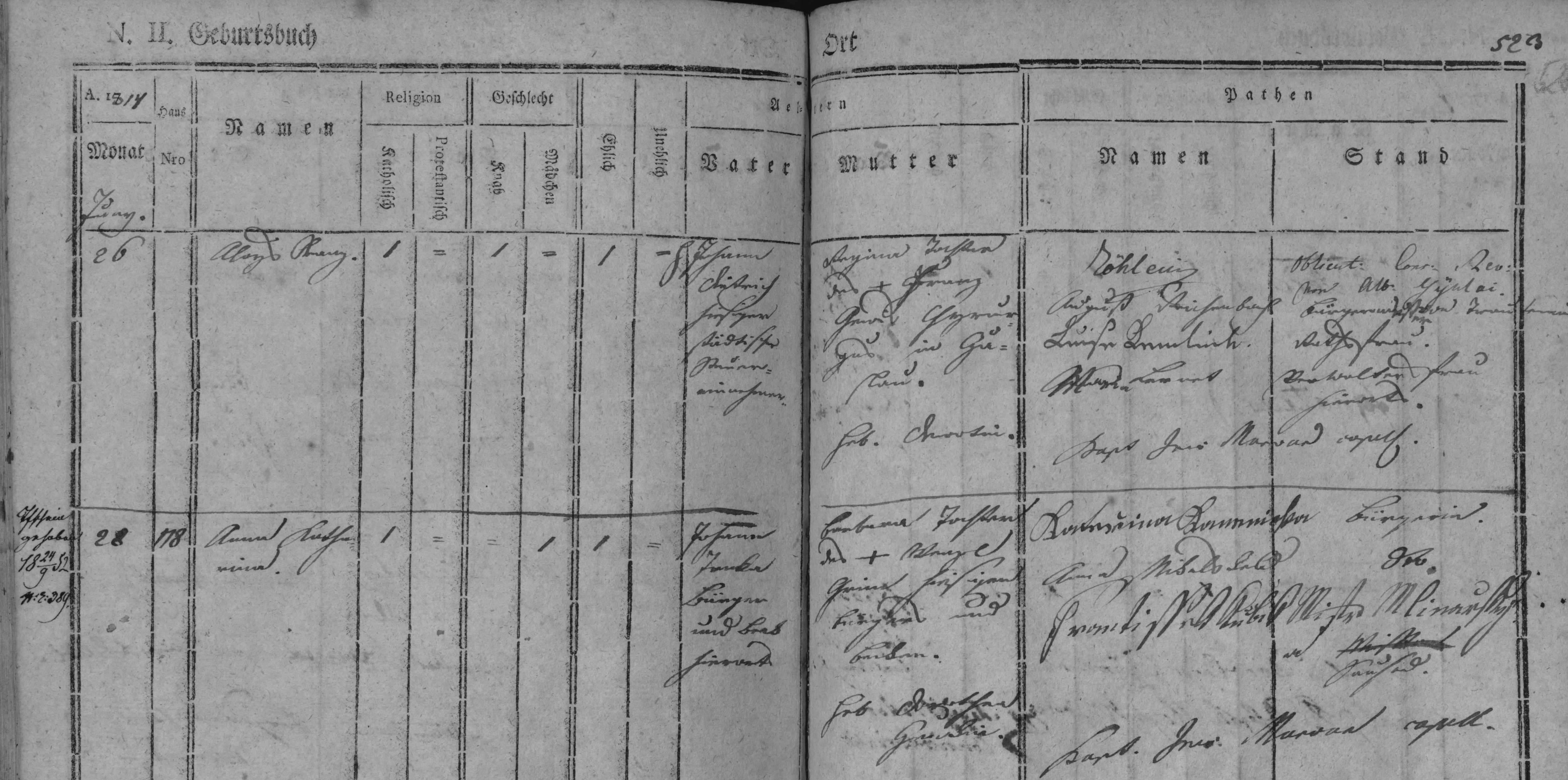
Anna Trnková, záznam o narození a křtu, 1814

Anna Klicperová, rozená Trnková (28. června 1814, Hradec Králové – 18. srpna 1900, Praha) byla druhá manželka Václava Klimenta Klicpery.

## Život

### Mládí
Anna Trnková (provdaná Klicperová) se narodila v rodině královéhradeckého měšťana a pekařského mistra Jana Trnky a jeho manželky Barbary, rozené Grimové. Podle matričních záznamů žila rodina v č. 118 a 120 (Velké náměstí) v Hradci Králové.

### Život s Václavem Klimentem Klicperou
Když Václavu Klimentu Klicperovi předčasně zemřela první manželka Anna Klicperová, rozená Švamberková (1796-1837), zanechala po sobě pět nezletilých dětí - Bedřicha (1826-1861), Marii (provd. Valentová, 1824-1867), Ludmilu (1822-??), Annu (provd. Palkovičová, 1830-1888) a Františku (1831-1865). Zhruba po roce, 1. května 1838, se proto Klicpera znovu oženil. Svatba s Annou Trnkovou se konala v kostele sv. Jana Křtitele na Novém Hradci Králové. Nevěstě bylo necelých 24, ženichovi 45 let.
Rodina žila do roku 1846 na královéhradeckém Malém náměstí č. 129 (je zde umístěna pamětní deska). Když Klicpera získal místo profesora na Pražském Akademické gymnáziu, přestěhoval se s manželkou a dětmi do Prahy. V novém manželství se manželům Klicperovým narodily další děti, z nichž pouze právník a prozaik Ivan Klicpera (1845-1881) se dožil dospělého věku; svou matku však nepřežil.
Anna Klicperová-Trnková se starala o děti z obou manželství, o svého manžela pečovala až do jeho smrti.

### Vdova
Když Václav Kliment Klicpera zemřel, pasiva při vyřizování pozůstalosti (náklady na léčení a pohřeb) převyšovaly aktiva (nevyplacená penze a oděv). Ještě téměř ve čtyřiaosmdesáti letech se Anna Klicperová zúčastnila slavnostního odhalení busty Václava Klimenta Klicpery ve foyer Národního divadla. Zemřela o dva roky později v Praze a byla pochována na pražských Olšanských hřbitovech.

## Zajímavost
O blízkém vztahu Anny Klicperové k dětem z prvního manželství svědčí, že když zemřela Klicperova dcera Marie Valentová, byla Anna Klicperová uvedena na úmrtním oznámení jako matka.